# Leichtathletik-Halleneuropameisterschaften 2017/Medaillenspiegel
Medaillenspiegel der Leichtathletik-Halleneuropameisterschaften 2017 in Belgrad.
Die Platzierungen sind in der Grundeinstellung nach der Anzahl der gewonnenen Goldmedaillen sortiert, gefolgt von der Anzahl der Silber- und Bronzemedaillen (lexikographische Ordnung). Weisen zwei oder mehr Länder eine identische Medaillenbilanz auf, werden sie alphabetisch geordnet auf dem gleichen Rang geführt. Die Sortierung kann nach Belieben geändert werden.
| Medaillenspiegel Endstand nach 26 Wettbewerben | Medaillenspiegel Endstand nach 26 Wettbewerben | Medaillenspiegel Endstand nach 26 Wettbewerben | Medaillenspiegel Endstand nach 26 Wettbewerben | Medaillenspiegel Endstand nach 26 Wettbewerben | Medaillenspiegel Endstand nach 26 Wettbewerben |
| Platz                                          | Nation                                         | Gold                                           | Silber                                         | Bronze                                         | Gesamt                                         |
| ---------------------------------------------- | ---------------------------------------------- | ---------------------------------------------- | ---------------------------------------------- | ---------------------------------------------- | ---------------------------------------------- |
| 01                                             | Polen                                          | 7                                              | 2                                              | 3                                              | 12                                             |
| 02                                             | Großbritannien & NI                            | 5                                              | 4                                              | 1                                              | 10                                             |
| 03                                             | Deutschland                                    | 2                                              | 2                                              | 5                                              | 9                                              |
| 04                                             | Frankreich                                     | 2                                              | 1                                              | 0                                              | 3                                              |
| 05                                             | Tschechien                                     | 1                                              | 2                                              | 4                                              | 7                                              |
| 06                                             | Spanien                                        | 1                                              | 2                                              | 1                                              | 4                                              |
| 07                                             | Griechenland                                   | 1                                              | 1                                              | 1                                              | 3                                              |
| 08                                             | Belgien                                        | 1                                              | 1                                              | 0                                              | 2                                              |
| 08                                             | Portugal                                       | 1                                              | 1                                              | 0                                              | 2                                              |
| 010                                            | Schweiz                                        | 1                                              | 0                                              | 1                                              | 2                                              |
| 010                                            | Ungarn                                         | 1                                              | 0                                              | 1                                              | 2                                              |
| 012                                            | Albanien                                       | 1                                              | 0                                              | 0                                              | 1                                              |
| 012                                            | Litauen                                        | 1                                              | 0                                              | 0                                              | 1                                              |
| 012                                            | Serbien                                        | 1                                              | 0                                              | 0                                              | 1                                              |
| 015                                            | Schweden                                       | 0                                              | 2                                              | 2                                              | 4                                              |
| 016                                            | Belarus                                        | 0                                              | 1                                              | 2                                              | 3                                              |
| 017                                            | Bulgarien                                      | 0                                              | 1                                              | 0                                              | 1                                              |
| 017                                            | Dänemark                                       | 0                                              | 1                                              | 0                                              | 1                                              |
| 017                                            | Italien                                        | 0                                              | 1                                              | 0                                              | 1                                              |
| 017                                            | Norwegen                                       | 0                                              | 1                                              | 0                                              | 1                                              |
| 017                                            | Österreich                                     | 0                                              | 1                                              | 0                                              | 1                                              |
| 017                                            | Slowakei                                       | 0                                              | 1                                              | 0                                              | 1                                              |
| 017                                            | Türkei                                         | 0                                              | 1                                              | 0                                              | 1                                              |
| 025                                            | Ukraine                                        | 0                                              | 0                                              | 4                                              | 4                                              |
| 026                                            | Island                                         | 0                                              | 0                                              | 1                                              | 1                                              |
| 026                                            | Niederlande                                    | 0                                              | 0                                              | 1                                              | 1                                              |
| Total                                          | Total                                          | 26                                             | 26                                             | 27                                             | 79                                             |